# Saint-Martin-l'Ars
Saint-Martin-l'Ars è un comune francese di 412 abitanti situato nel dipartimento della Vienne nella regione della Nuova Aquitania.

## Società

### Evoluzione demografica
Abitanti censiti